# 德羅克 (喬治亞州)
石頭（英語：The Rock）是位於美國喬治亞州阿普森縣的一個非建制地區。該地的面積和人口皆未知。

## 地理
石頭的座標為32°57′50″N 84°14′28″W / 32.96389°N 84.24111°W，而該地的平均海拔高度為251米（即823英尺）。